# Фридайвінг
Фридайвінг (англ. freediving, від англ. free — вільно та англ. dive — пірнати) — підводне плавання із затримкою дихання (апное). Цю найдавнішу форму підводного плавання досі практикують як зі спортивною, так і з комерційною метою.

## Історія фридайвінга

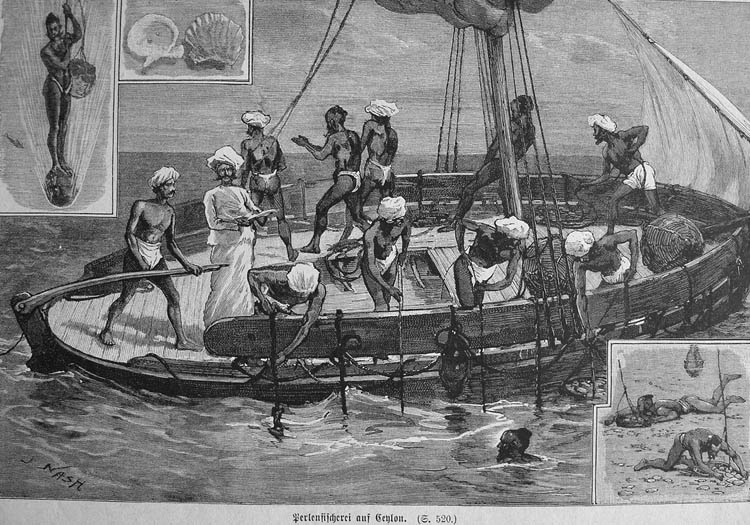
Ловці перлів на Цейлоні. Гравюра, 1889 р.

Попри своє багатотисячолітнє існування, фридайвінг став відносно загальновідомим і поширеним лише недавно. Виникнувши як вид прибережного збирання та полювання, він залишався приблизно до періоду Великих географічних відкриттів практично єдиною відомою та доступною людині можливістю діяти під водою. Але з XV ст. почали рости та конкурувати між собою морські держави, а розвиток навігації, торгівлі та морські битви збільшили й число затонулих суден. Для порятунку їх цінних вантажів та спорядження доводилося довго працювати на глибині. Був винайдений прабатько скафандра — водолазний дзвін, який чітко відокремив водолазів, що дихають під водою, від норці́в [Архівовано 5 жовтня 2017 у Wayback Machine.] з затримкою дихання.
Після винаходу водолазного дзвону спроби розширити можливості людини під водою були спрямовані насамперед на вдосконалення пристосувань для дихання. Пірнання ж із затримкою дихання залишалося до середини ХХ ст. частиною рибальського промислу. Лише під час II Світової війни деяку популярність отримали бойові плавці — наприклад, італійські «люди-жаби» (італ. Uomo_rana) — регулярні підрозділи, навчені діяти на воді й під водою без важкого дихального обладнання. Тоді ж Жак-Ів Кусто розробив акваланг. Ймовірно, саме з того часу почали зростати популярність підводного плавання та спортивне зацікавлення до нього.

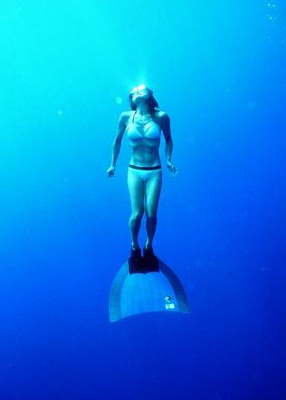
Підводне плавання з монола́стом

У 1949 році італієць Раймонд Букер досяг 30-метрової глибини пірнаючи зі затримкою дихання. До 1953 року Еніо Фалько та Альберто Новеллі, змагаючись з Букером, перейшли 40-метровий рубіж. Захоплення Букера підводною кіно- та фотозйомкою також сприяло популяризації підводного спорту.
1958 року в Монако була заснована Всесвітня конфедерація підводної діяльності (CMAS).
У 1960 році виникла спортивна дуель між бразильцем Амеріго Сантареллі та італійцем Енцо Майорка. Перемогу здобув Майорка, що досяг глибини 49 м, а до 1966 він покращив свій результат до 54 м — рекорду, який того ж року побив Жак Майоль.
Жак Майоль став спортсменом, що буквально відкрив для апноїстів принципово нові глибини. До його багаторазових рекордів вважалося, що організм норця (його легені) фізіологічно не здатний витримати тиск води на глибинах більших ніж 40-50 метрів. Тоді ще не було достатньо вивчене явище кров'яного зсуву, що дозволяє пірнати глибше. У 1976 році Майоль досяг 100-метрової позначки, а його останній рекорд склав 1983 року 105 м. Він також широко відомий введенням в ужиток норців дихальної гімнастики йогів.
Справжнім проникненням спортивного пірнання до масової свідомості став культовий фільм 1988 року Люка Бессона «Блакитна безодня», знятий за мотивами спортивного змагання та особистої дружби Жака Майоля з Енцо Майорком. До появи цього фільму підводний спорт рідко уявляли без акваланга, а норців-професіоналів існувало зовсім небагато.
Жіноче спортивне пірнання набуло значного розвитку до 1980-х років. 30-метрової глибини ще в 1960-ті роки досягли британка Евеліна Петерсон та італійка Джиліана Трелеані, а співвітчизниці останньої — Франческа Борра і Геді Реслер — почали займатися спортивним пірнанням з постійною вагою навіть раніше чоловіків (першим з яких став Стефано Макула в 1978 році). Але справжній успіх жіночі змагання здобули лише після рекордів, встановлених наприкінці 1970-х дочками Енцо Майорки. 1989 року італійка Анджела Бандіні пірнула на 107 м, використовуючи вже нині класичний візок Жака Майоля та перевершивши його останній рекорд на 2 метри.
Майоль та Майорка зійшли з подіуму рекордсменів у 1980-х, поступившись своїми місцями італійцеві Умберто Пеліццарі та кубинцеві Франсиско Родрігесові (відоміший як Ферерас або «Піпін»). У 1990-х вони змагалися пліч-о-пліч у категорії «без обмежень» — до межі 130 м, після чого виникла необхідність модернізації візків для занурення.
Якщо в 1960-х роках рекорди занурень фіксувала на міжнародному рівні Всесвітня конфедерація підводної діяльності, то в 1970 році вона відмовилася вважати подальші змагання на глибину занурення спортом та наглядати за ними, мотивуючи це заборонами медиків та порушеннями техніки безпеки. Однак, змагання, що тривали, дозволили розширити уявлення про можливості людського організму, хоча й призвели до низки нещасних випадків. Лише 1992 року в Ніцці була заснована Міжнародна асоціація з розвитку затримки дихання (AIDA) для реєстрації рекордів, організації змагань та розробки стандартів навчання норців. До 1995 року назріло протиборство цієї організацій з Всесвітньою конфедерацією підводної діяльності, причому перша намагалася повернути собі монополію суддівства змагань апноїстів, а друга протиставляла цьому альтернативні правила та критерії оцінок.
У жовтні 1996 року в Ніцці відбувся перший чемпіонат світу з пірнань зі затримкою дихання за версією AIDA. У ньому взяли участь лише деякі країни, але лише через 2 роки, на 2-му чемпіонаті в Сардинії, їх стало вже 28. Тоді було запропоновано безліч нових апноїстських дисциплін, більшість яких так і залишилася невизнаною.
У 1999 році Умберто Пеліццарі досяг у змаганні без обмежень 150-метрової позначки, а з постійною вагою — 80 м. Але в 2003 році американка Таня Стрітер обійшла його в пірнанні без обмежень на 10 метрів.
Третій командний чемпіонат світу за версією AIDA пройшов 2001 року на Ібіці. Австрієць Герберт Ніцш встановив новий рекорд: 86 м з постійною вагою. Пеліццарі після цього оголосив, що піде зі спорту, зробивши останню рекордну спробу. У ній він досяг 131 м в апное зі змінною вагою.
Роком опісля на Гаваях пройшли міжнародні змагання за Тихоокеанський кубок пам'яті Жака Майоля, задумані як частина Кубка світу. У них взяли участь 27 команд з усього світу.
У тому ж 2002 році дружина Франсиско Феррераса Одрі Местре, одна з найкращих апноїсток в історії, загинула біля домініканського узбережжя, спробувавши на глибині 171 м побити всі чинні чоловічі та жіночі рекорди. Вона не змогла повернутися на поверхню вчасно через відмову візка. Різкіше всіх критикували потім за це самого Феррераса, головного організатора рекордного занурення. Його авторитет був підірваний, і він пішов з великого спорту. За кілька місяців до цього німецького апноїста Беньяміна Франца прикувала до інвалідного візка кесонна хвороба. Після цих подій була повністю переглянута техніка безпеки, і AIDA зобов'язала глибоководних апноїстів використовувати страхувальні троси та системи повернення на поверхню.
У 2003 р. AIDA ввела нову спортивну дисципліну: пірнання з постійною вагою без ласт. Нова ініціатива, «квадрат», з'явилася й у Всесвітньої конфедерації підводної діяльності (CMAS). Це був заплив на віддаль у відкритій воді на глибині 10 м по периметру квадрата зі стороною 15 м.
У 2004 році у Ванкувері відбувся 4-й командний чемпіонат світу за версією AIDA. Перші місця дісталися командам із Німеччини, Великої Британії та Канади, в жіночому розряді — з Канади, США та Німеччини. До цього фаворитами бували зазвичай команди середземноморських країн. Незважаючи на чудову організацію чемпіонату, висловлювалася критика з приводу його проведення в Канаді, в холодних водах якої погодилися змагатися тільки 10 команд. Іншою подією року стали рекорди Карлоса Кості, що перетнув 100-метрову межу глибини з постійною вагою, і Тома Сіетаса, який витримав 8 хв 58 с у статиці.
З часом індивідуальні змагання почали проводити й різні клуби. Так, 2005 року в Лозанні відбувся 1-й індивідуальний чемпіонат світу за версією AIDA. Змагання проходили в статичному апное та динаміці в ластах і без них. Найкращі спортсмени досягли 200 м у динаміці і 8 хв у статиці, а росіянка Наталя Молчанова встановила 3 нових світових рекорди. Вона ж кілька тижнів потому виграла золото на 2-му індивідуальному чемпіонаті з пірнання з постійною вагою в Ніцці. Німець Том Сіетас очолив список чемпіонів у басейні, де йому належали 19 світових рекордів в різних дисциплінах. Сіетас першим використав вантажний нашийник у динамічному апное.
Предметом жвавих дискусій стала заява бельгійця Патріка Мусіму про його намір підкорити 200-метрову глибину в апное без обмежень. На одному з останніх тренувань він показав 207 м і зумів повернутися на поверхню, але через кілька хвилин після спливання у нього розвинулися симптоми декомпресійної хвороби. Знадобилося гіпербаричне лікування, і залікову спробу на публіці довелося скасувати.
Значний суспільний інтерес викликали й змагання зі статичного апное, що відбулися в липні того ж року в Монако. Тим часом CMAS розробляла власні фридайверські стандарти та готувала відповідні чемпіонати. До дисципліни «квадрат» з часом додали динамічне апное на відстань і на швидкість, статику, пірнання на глибину з постійною вагою в ластах і без них, вільне занурення (без вантажів та ласт), апное з перемінною вагою в ластах і без них і, нарешті, так звану «скандалопетру». Ця стародавня дисципліна являє собою пірнання з каменем — зазвичай у вигляді мармурової плити. Коли спортсмен досягає потрібної глибини, його витягують назад за прив'язану до каменя мотузку.
У 2006 році фридайвінг знову опинився у фокусі уваги мас-медіа. Американський ілюзіоніст та каскадер Девід Блейн, провівши 7 днів поспіль у наручниках в наповненій водою кулі, мав намір у фіналі цього трюку заодно побити рекорд Тома Сіетаса зі статичного апное (8 хв 58 с). Перед тисячами свідків та мільйонами телеглядачів Блейн затримав дихання, але через 7 хв 8 с знепритомнів; довелося втрутитися рятувальникам.
У грудні того ж року в Хургаді пройшов 5-й міжнародний командний чемпіонат з фридайвінгу за версією AIDA. У чоловічих змаганнях перемогла команда Данії, а серед жінок 1-е місце виборола російська команда.
2007 року AIDA встановила нові правила пірнання з візком (след). Австрієць Герберт Ніцш, до того часу чемпіон світу майже у всіх дисциплінах фридайвінга, мав намір поліпшити власний дворазовий рекорд у категорії без обмежень, а також рекорд Мусіму (207 м) — неофіційний, але багатьма визнаний. За 4,5 хв Ніцш побував на 214 м, а повертався дуже повільно, використовуючи свою оригінальну методику дихання, що дозволило йому уникнути декомпресії та спливти неушкодженим.
3-й індивідуальний чемпіонат світу відбувся в Мариборі. Там ввели нову змагальну дисципліну з фіналами А і Б для 16 найкращих фридайверів, що пройшли відбіркові змагання. У цих фіналах Стіг Северінсен завоював серед чоловіків 2 золоті медалі з 3 можливих, а Наталя Молчанова серед жінок всі 3. Таким чином, Молчанова стала рекордсменкою у всіх наявних жіночих змаганнях з фридайвінга.
Наприкінці року, на 4-му індивідуальному чемпіонаті, невідома до того британка Сара Кемпбелл побила 3 глибинних рекорди всього за 48 годин. На наступному індивідуальному чемпіонаті їй дісталася й перемога з постійною вагою, Молчанова ж знепритомніла і була дискваліфікована. У цей час Герберт Ніцш виграв обидві можливі золоті медалі — одну з них з постійною вагою без ласт.
2008 року в Шарм ель-Шейху відбувся 6-й командний чемпіонат за версією AIDA, на якому росіянки перемогли з безпрецедентним відривом від команд США та Японії. У чоловічому заліку перше місце посіли французи, друге — чехи, третє — фіни.

## Фізіологія фридайвінгу
Як і на інших ссавців, на людину при зануренні у воду діє пірнальний рефлекс. При цьому спостерігаються ларингоспазм, брадикардія, вазоконстрикція та кров'яний зсув. Ці явища викликані стимуляцією парасимпатичної нервової системи та спрямовані на збереження функцій найважливіших систем організму в апное.

### Брадикардія
Брадикардія — знижений серцевий ритм. Зазвичай він нижчий за 55 ударів на хвилину. При брадикардії організм водолаза не отримує достатню кількість кисню та необхідних поживних сполук для повноцінної роботи.

### Вазоконстрикція
Вазоконстрикція (vasoconstrictio; вазо- + лат. constrictio стягання, звуження) — звуження просвіту кровоносних судин, особливо артерій. Така реакція судин виникає у відповідь на стимуляцію судинного центру довгастого мозку, від якого потім до судин надходить сигнал про необхідність скорочення м'язових стінок артерій, внаслідок чого підвищується артеріальний тиск.

### Кров'яний зсув
Ефект спостерігається на глибинах занурення більших від тієї, на якій легені водолаза під дією зовнішнього тиску зменшуються до обсягу максимального видиху. Кров'яний зсув полягає в припливі крові з периферичних областей тіла в центральні, особливо в капіляри легеневих альвеол. Таким чином кров стримує стискання легень під високим тиском води, дозволяючи пірнати на глибину, що значно перевищує 40 метрів (теоретичну межу без кров'яного зсуву).

### Ларингоспазм
Занурення особи у воду рефлекторно викликає ларингоспазм, що перешкоджає вдихання води. Саме цей рефлекс дозволяє спортсменам, що несподівано знепритомніли у воді, не захлинутися одразу (проте через деякий час ларингоспазм у них зазвичай слабшає, і вода все ж проникає до легень).

## Психологія фридайвінга
Технічний та естетичний пуризм фридайвінга можуть бути сильними стимулами для спортсмена. Однак мінімум техніки вимагає від нього для ефективних та безпечних занять не лише фізичної, а й психологічної підготовки. Чимраз більший тиск, похолодання, обмежена видимість, потьмяніле світло, мінливі фарби, іноді незрозумілі звуки та особливо неможливість дихати нерідко пригнічують при зануренні, вселяють почуття страху перед замкнутим та ворожим простором. Від цього виникає, особливо у початківців, відчуття стресу, судомної боротьби з водою і з власним тілом, прискорюється пульс та метаболізм, підвищуючи споживання кисню. Все це різко скорочує час апное. Тому ментальна підготовка фридайвера зазвичай є частиною загального тренінгу, пов'язаного з контролем дихання та концентрацією. Так, існує думка, що здатність не фокусувати увагу на придушенні позиву до вдиху дозволяє подовжити та якісно поліпшити апное. Методики управління увагою та зняття емоційного збудження наявні в різних йогічних практиках, що їх традиційно застосовують у фридайвінгу.
Навіть досвідчені спортсмени бувають схильні до біохімічних зрушень, що порушують тверезість сприйняття та мислення на значних глибинах. Прагнення поліпшити особисті спортивні показники та ейфорія можуть при цьому мимоволі змагатися з дотриманням техніки безпеки. У найбільш небезпечних випадках це веде до недооцінки зростальної гіпоксії та несподіваної втрати свідомості під водою. Кваліфікована страховка виявляється тоді життєво необхідною.

## Офіційні світові рекорди

### За версією AIDA
- Постійна вага без ласт (CNF)

 101 м (16.12.2010), Вільям Трабрідж

 84 м (02.12.2024), Катерина Садурська

 165 м (24.05.2025), Євген Муравйов
- Постійна вага (CWT)

 128 м (19.09.2013), Олексій Молчанов

 101 м (25.09.2009), Наталія Молчанова

- Динаміка без ласт (DNF)

 218 м (27.09.2010), David Mullins 

 182 м (27.06.2013), Наталія Молчанова

- Динаміка в ластах (DYN)

 281 м (28.06.2013), Goran Colak

 237 м (26.09.2014), Наталія Молчанова

- Апное в статиці (STA)

 11 хв 35 сек (08.06.2009), Стефан Міфсуд

 9 хв 02 сек (29.06.2013), Наталія Молчанова

- Вільне занурення (FIM)

 121 м (10.04.2011), Вільям Трабрідж

 91 м (22.09.2013), Наталія Молчанова

- Змінна вага (VWT)

 145 м (03.09.2013), William Winram

 127 м (06.06.2012), Наталія Молчанова
- Без обмежень (NLT)

 214 м (14.06.2007), Герберт Ніцш

 160 м (17.08.2002), Tanya Streeter

### За версією CMAS
- Квадрат (Apnea Jump Blue)

 175,66 м (05.09.2011), Michele Fucarino

 158,54 м (05.09.2011), Ilaria Bonin
- Динаміка в ластах (Dynamic Apnea Swimming Pool)

 250,00 м (05.09.2011), Goran Colak

 202,03 м (05.09.2011), Ilaria Bonin
 260,03 м (17.07.2012), Maksim Galay
 265,22 м (08.2013), Alexandr Kostyshen
- Динаміка без ласт (DNF)

 200 м (08.2013), Arthur Guerin-Boeri
- Апное в статиці (STA)

 10 хв 18сек (08.2013), Branko Petrovič
 7 хв 29сек (24.05.2025), Євген Муравйов